# Кулинский район
Кули́нский район (лак. Ккуллал кӏану) — административно-территориальная единица и муниципальное образование (муниципальный район) в составе Дагестана Российской Федерации.
Административный центр — село Вачи.

## География
Район расположен в южной части современного Дагестана, в центре горного Дагестана.
Граничит на западе и севере с Лакским, на северо-востоке — с Акушинским, на востоке — с Дахадаевским, на юго-востоке — с Агульским, на юге — с Рутульским районами республики.
Площадь территории района — 651 км².

## История
До 1860-го года территория района входила в состав Казикумухского ханства. После ликвидации ханства большая часть территории нынешнего района входила в состав Аштикулинского наибства Казикумухского округа, центром наибства было селение Кули. В 1899 году наибство преобразовано в участок и в таком виде сохранилось и с приходом советской власти. 
Кулинский район, как самостоятельный, впервые был образован постановлением Президиума ЦИК ДАССР от 29 марта 1935 года с центром в селе Кая. Указом Президиума Верховного Совета РСФСР от 16 марта 1940 года центр района перенесен в село Вачи.
В 1944 году такие сëла как Артаби, Бярних, Гамиях, Джахпаралмахи, Кацран, Кичурлух, Уллаурти, Халуал, Чакал, Чара подверглись переселению. Некотырые другие сëла района так же были частично были переселены.
Указом Президиума Верховного Совета РСФСР от 1 февраля 1963 года Кулинский район был упразднен, а территория района передана в Лакский сельский район. Указом Президиума Верховного Совета РСФСР от 3 марта 1964 года образован самостоятельный Кулинский сельский район, а указом Президиума Верховного Совета РСФСР от 12 января 1965 года Кулинский сельский район преобразован в Кулинский район в прежних границах.

## Население
| \| 1939[3] \| 1959[4] \| 1970[4] \| 1979[4] \| 1989[4] \| 2002[5] \| 2009[6] \| 2010[7] \| 2011[8] \| \| -------- \| -------- \| -------- \| -------- \| -------- \| -------- \| -------- \| -------- \| -------- \| \| 16 420 \| ↘11 530 \| ↗14 051 \| ↘13 237 \| ↘10 455 \| ↗10 760 \| ↘10 443 \| ↗11 174 \| ↗11 255 \| \| 2012[9] \| 2013[10] \| 2014[11] \| 2015[12] \| 2016[13] \| 2017[14] \| 2018[15] \| 2019[16] \| 2020[17] \| \| ↗11 284 \| ↗11 287 \| ↗11 299 \| ↘11 239 \| ↘11 094 \| ↘11 031 \| ↘10 971 \| ↘10 949 \| ↗11 034 \| \| 2021[18] \| 2023[19] \| 2024[20] \| 2025[2] \| \| \| \| \| \| \| ↘10 465 \| ↗10 474 \| ↗10 511 \| ↗10 519 \| \| \| \| \| \| 5000 10 000 15 000 20 000 1959 2009 2014 2019 2025 |         |         |         |         |         |         |         |         |
| 1939 | 1959    | 1970    | 1979    | 1989    | 2002    | 2009    | 2010    | 2011    |
| 16 420 | ↘11 530 | ↗14 051 | ↘13 237 | ↘10 455 | ↗10 760 | ↘10 443 | ↗11 174 | ↗11 255 |
| 2012 | 2013    | 2014    | 2015    | 2016    | 2017    | 2018    | 2019    | 2020    |
| ↗11 284 | ↗11 287 | ↗11 299 | ↘11 239 | ↘11 094 | ↘11 031 | ↘10 971 | ↘10 949 | ↗11 034 |
| 2021 | 2023    | 2024    | 2025    |         |         |         |         |         |
| ↘10 465 | ↗10 474 | ↗10 511 | ↗10 519 |         |         |         |         |         |

Согласно прогнозу Минэкономразвития России, численность населения будет составлять:
- 2024 — 10,37 тыс. чел.
- 2035 — 9,43 тыс. чел.

### Национальный состав
По данным Всероссийской переписи населения 2021 года:
| Народ    | Численность, чел. | Доля от всего населения, % |
| -------- | ----------------- | -------------------------- |
| лакцы    | 10 310            | 98,5 %                     |
| даргинцы | 40                | 0,4 %                      |
| другие   | 115               | 1,1 %                      |
| всего    | 10 465            | 100 %                      |

## Территориальное устройство
Кулинский район в рамках административно-территориального устройства включает сельсоветы и сёла.
В рамках организации местного самоуправления в одноимённый муниципальный район входят 12 муниципальных образований со статусом сельского поселения, которые соответствуют сельсоветам и сёлам.
| №  | Сельское поселение   | Административный центр | Количество населённых пунктов | Население (чел.) | Площадь (км²) |
| -- | -------------------- | ---------------------- | ----------------------------- | ---------------- | ------------- |
| 1  | село Вачи            | село Вачи              | 1                             | ↗1430            | 7,48          |
| 2  | сельсовет Вихлинский | село Вихли             | 2                             | ↘1563            | 50,33         |
| 3  | сельсовет Каялинский | село Кая               | 2                             | ↘886             | 39,96         |
| 4  | село Кани            | село Кани              | 1                             | ↘263             | 8,05          |
| 5  | село Кули            | село Кули              | 1                             | ↘2536            | 97,39         |
| 6  | село Сумбатль        | село Сумбатль          | 1                             | ↗335             | 16,50         |
| 7  | село Хойхи           | село Хойхи             | 1                             | ↘354             | 10,19         |
| 8  | село Хосрех          | село Хосрех            | 1                             | ↗1567            | 10,25         |
| 9  | село Цовкра-1        | село Цовкра-1          | 1                             | ↗481             | 35,24         |
| 10 | село Цовкра-2        | село Цовкра-2          | 1                             | ↘393             | 23,85         |
| 11 | село Цущар           | село Цущар             | 1                             | ↘215             | 9,99          |
| 12 | село Цыйша           | село Цыйша             | 1                             | ↗439             | 11,89         |

## Населённые пункты
В районе 14 сельских населённых пунктов:
| №  | Населённый пункт | Тип  | Население | Сельское поселение   |
| -- | ---------------- | ---- | --------- | -------------------- |
| 1  | Вачи             | село | ↗1436     | село Вачи            |
| 2  | Вихли            | село | ↗1321     | сельсовет Вихлинский |
| 3  | Кани             | село | ↘241      | село Кани            |
| 4  | Кая              | село | ↗647      | сельсовет Каялинский |
| 5  | Кули             | село | ↗2607     | село Кули            |
| 6  | Сукиях           | село | ↘244      | сельсовет Вихлинский |
| 7  | Сумбатль         | село | ↘335      | село Сумбатль        |
| 8  | Хойми            | село | ↗240      | сельсовет Каялинский |
| 9  | Хойхи            | село | ↘336      | село Хойхи           |
| 10 | Хосрех           | село | ↗1603     | село Хосрех          |
| 11 | Цовкра-1         | село | ↘470      | село Цовкра-1        |
| 12 | Цовкра-2         | село | ↘379      | село Цовкра-2        |
| 13 | Цущар            | село | ↗229      | село Цущар           |
| 14 | Цыйша            | село | ↘434      | село Цыйша           |

### Упразднённые населённые пункты
Артаби, Бярних, Гамиях, Джахпаралмахи, Кацран, Кичурлух, Уллаурти, Халуал, Чакал, Чара.

## Экономика
По району проходят автомобильные дороги длиною 100 км, в том числе 39 км республиканского и 61 км — местного значения. Более 15 км дорог — с асфальтным покрытием.

## Археология
На территории Кулинского района находится раннепалеолитическая стоянка Гегалашур III, чопперы которой сходны с индустрией стоянок Айникаб-1 и Мухкай-2 в Акушинском районе.

## Комментарии
Комментарии
1. ↑  авар. Кули мухъ, агул. Кули район, азерб. Kuli rayonu, дарг. Кулила къатI, кум. Кули якъ, лак. Ккуллал кIану, лезг. Кули район, ног. Кули район, рут. Кули район, таб. Кули район, татск. Кули район, цахур. Кули район, чечен. Кулин кIошт.
2. ↑  Согласно конституции Дагестана, государственными языками на территории республики являются — русский, аварский, агульский, азербайджанский, даргинский, кумыкский, лакский, лезгинский, ногайский, рутульский, табасаранский, татский, цахурский и чеченский языки.